# Eisa Palangi
Eisa Ahmed Palangi ('Asalūyeh, 21 febbraio 1999) è un calciatore qatariota, attaccante del Qatar SC.

## Caratteristiche tecniche
È un'ala destra.

## Carriera

### Club
Ha giocato nella prima divisione qatariota.

### Nazionale
Con la nazionale Under-20 qatariota ha preso parte al campionato mondiale di calcio Under-20 2019.